# الجواب الصحيح لمن بدل دين المسيح
«الْجَوَابُ الصَّحِيحُ لِمَنْ بَدَّلَ دِينَ الْمَسِيحِ» هو كتاب لابن تيمية، وهو من أشهر الكتب في الرد على المسيحيين، وحسبما جاء في الكتاب فإنه يحتوي أدلة وحجج على تحريف الإنجيل على حسب تعبيره. ويقول الكاتب في ختام كتابه أن دين الأنبياء جميعًا واحد عبر العصور، وهم أخوة ويدعون إلى توحيد الله ويبشرون بالنبي محمد خاتم الأنبياء، ويقول أن هذه البشارة موجودة في الإنجيل.
ألفه ابن تيمية المتوفى سنة 728هـ للرد على ما كتبه الأسقف بولص الأنطاكي، ورَتَّبه في الجملةِ على فُصولِ رسالةِ بُولس، وقرر المؤلف في كتابه أنَّ الدِّينَ عند اللهِ الإسلامُ، وأنَّه دينُ الأنبياءِ كُلِّهم، وهو الدِّينُ الذي ارتضاه اللهُ ولا يَقبَلُ مِن أحدٍ دينًا سِواه. وفنّد شبهات النصراني شبهة شبة، فبدأ بادِّعائهم أنَّ الرَّسولَ صلَّى اللهُ عليه وسلَّم لم يُبعَثْ إلَّا إلى أهلِ الجاهليَّةِ من العَرَبِ، وذكر النُّصوصَ النَّقليَّةَ والعَقليَّةَ القاطعةَ بعُمومِ رسالتِه صلَّى اللهُ عليه وسلَّم. وبين بطلان عقيدة الصَّلبِ، والفِداءِ، والاتِّحادِ والحُلولِ. وأثبت صِدقِ محمَّدٍ صلَّى اللهُ عليه وسلَّم عند أهلِ الكتابِ، وأنَّ التبديلَ والتحريفَ في ألفاظِ التَّوراةِ والإنجيلِ مِن قَبلِ مَبعَثِ النَّبيِّ صلَّى اللهُ عليه وسلَّم وبَعدَه. وتوسَّع في بيانِ اضطرابِ النَّصارى في قضايا الاعتقادِ الأساسيَّةِ عندَهم كالتَّثليثِ، ومعنى الرُّوحِ، وطبيعةِ المسيحِ، ونحوِ ذلك. وردّ ما احتجُّوا به ممَّا يدَّعونَ أنَّه من كلامِ الأنبياءِ، ولم يَقُمْ دليلٌ على نبوَّةِ من احتجُّوا بكلامِه، كمِيخا وعاموصَ وغيرِهما. وتحدث عن بشاراتِ الأنبياءِ، وبَيَّن طرق مَعرفتِها، وشَهاداتِ الكُتُبِ المتقَدِّمةِ لمحمَّدٍ صلَّى اللهُ عليه وسلَّم. وسَرد دلائِلِ نبُوَّةِ محمَّدٍ صلَّى اللهُ عليه وسلَّم، وآياتِ صِدقِه، وبعضِ مُعجزاتِه عليه الصَّلاةُ والسَّلامُ.

## سبب تأليف الكتاب
ذكر ابن تيمية أن تأليفه للكتاب هو الرد على كتاب ورد من قبرص فقال :
| الجواب الصحيح لمن بدل دين المسيح | وكان من أسباب نصر الدين وظهوره، أن كتابا ورد من قبرص فيه الاحتجاج لدين النصارى، بما يحتج به علماء دينهم وفضلاء ملتهم، قديما، وحديثا من الحجج السمعية، والعقلية، فاقتضى ذلك أن نذكر من الجواب ما يحصل به فصل الخطاب، وبيان الخطإ من الصواب؛ لينتفع بذلك أولو الألباب، ويظهر ما بعث الله به رسله من الميزان، والكتاب. وأنا أذكر ما ذكروه بألفاظهم بأعيانها فصلا فصلا، وأتبع كل فصل بما يناسبه من الجواب فرعا وأصلا، وعقدا وحلا. وما ذكروه في هذا الكتاب هو عمدتهم التي يعتمد عليها علماؤهم في مثل هذا الزمان، وقبل هذا الزمان، وإن كان قد يزيد بعضهم على بعض بحسب الأحوال؛ فإن هذه الرسالة وجدناهم يعتمدون عليها قبل ذلك، ويتناقلها علماؤهم بينهم، والنسخ بها موجودة قديمة، وهي مضافة إلى بولص الراهب أسقف صيدا الأنطاكي، كتبها إلى بعض أصدقائه، وله مصنفات في نصر النصرانية، وذكر أنه لما سافر إلى بلاد الروم والقسطنطينية وبلاد الملافطة وبعض أعمال الإفرنج ورومية، واجتمع بأجلاء أهل تلك الناحية، وفاوض أفاضلهم، وعلماءهم، وقد عظم هذه الرسالة، وسماها (الكتاب المنطيقي الدولة خاني المبرهن عن الاعتقاد الصحيح، والرأي المستقيم). | الجواب الصحيح لمن بدل دين المسيح |

## طبعات الكتاب
1. تحقيق: مجدي قاسم، الطبعة الأولى، 1414هـ - 1993م.
2. تحقيق: د. علي بن حسن بن ناصر، د. عبد العزيز بن إبراهيم العسكر، د. حمدان بن محمد الحمدان، دار العاصمة، الطبعة الثانية، الرياض، 1419هـ - 1999م.
3. مطابع المجد التجارية، تقديم: علي صبح المدني.
4. طبع بمعرفة الشيخ فرج الله الكردي، مطبعة النيل.
5. تحقيق كل من : عبد الله بن غالب الكلاعي، وإبراهيم محمد شلبي، وأحمد بن فارس السلوم، وعبد الرحمن بن حسن قائد، تحت إشراف : د. علي العمران، مركز تأصيل للدراسات والبحوث، جدة، 1441هـ - 2019م.

## موضوعات الكتاب
- استهل المؤلف كتابه بمقدمة ضافية بين فيها هيمنة القرآن على ما سبقه من الكتب السابقة، وتصديقه لما فيها، وتقريره لأصول الدين وشرائعه الجامعة التي اتفق عليها الرسل. ثم بين اختصاص محمد صلى الله عليه وسلم بأفضل شرعة. ثم أشار إلى أن دين الأنبياء واحد وهو الإسلام.
- بين مدار شبه النصاري وأنها على ستة أمور:

1. دعواهم أن النبي صلى الله عليه وسلم لم يبعث إليهم، بل إلى العرب خاصة
2. دعواهم أن النبي صلى الله عليه وسلم أثنى في القرآن على دينهم
3. دعواهم أن نبوات الأنبياء المتقدمين تشهد لدينهم
4. أن ما هم عليه ثابت بالنظر المعقول والشرع المنقول
5. دعواهم أنهم موحدون.
6. أن المسيح جاء بعد موسى بغاية الكمال فلا حاجة إلى شرع يزيد على الغاية.

- عقد فصلا في بيان سبب ضلال النصارى وأمثالهم من أهل البدع من المسلمين.
- عقد فصلا بين فيه معنى تصديق القرآن لما سبقه من الكتب.
- بين الفوارق بين القرآن الكريم وكتب اليهود والنصارى.
- بين تناقضهم في عقيدتهم وما اشتملت عليه من الباطل.
- حلل قضية التثليث تحليلا دقيقا واستعرض جميع جزئياتها.
- عقد فصلا أثبت فيه الفضل والكمال للرسول صلى الله عليه وسلم ولشريعته وأمته.
- تحدث عن قضية البشارات بالنبي صلى الله عليه وسلم في الكتب السابقة.
- عقد فصلا واسعا أثبت فيه اعتراف المشركين وأهل الكتاب بنبوة محمد صلى الله عليه وسلم.
- ذكر نصوصا كثيرة في شمائل النبي صلى الله عليه وسلم وأن ذلك من دلائل نبوته. وذكر دلائل أخرى للنبوة.[4]

## مميزات الكتاب وأهميته
- توسعه في المقارنة بين الإسلام والأديان الأخرى، فلم تقف الموازنة عند الإسلام والنصرانية فحسب.
- اشتماله على أكثر ما يورده النصارى من شبهات ورُدود، وما يستشكلونه من نصوص قرآنية يدعون تناقضها، مع الإحاطة بمذاهب القَوم وآرائهم ومسالكهم في الاستدلال والاحتجاجِ.
- دراسة الكتاب المقَدَّس عندهم دراسة نقدية قائمة على أسس علمية منهجية.
- استيفاؤه ما كُتِبَ قبله في المِلَلِ والنِّحَلِ، بل زاد عليها؛ حيث كشف عما كتبه الشهرستانيُّ والأشعريُّ وابنُ حزم وغيرُهم، في الرد على النَّصارى، وزاد على ذلك.
- التحرير العلمي في نقل الأقوال والمذاهب، وكذا سرد التواريخ والأحداث.[6]

## منهج المؤلف
- يورد شبهات النصارى مُقَسِّمًا كلام علمائهم إلى فقرات بحسب موضوعاتها.
- يفرد كل فقرة بعنوان فصل مستقل.
- يستوعب في رد الشُّبَه الأدلة من القرآن والسنة إضافة إلى الاستشهاد بالبراهين العقلية والقواعد المنطقية.
- قَلبُ الأدلَّة التي يأتي بها أهل الضلال ليستدلوا بها على باطلهم؛ فإنه كان يبطل مذهبهم بنفسِ ما احتجُّوا به.
- نقاشه للنصارى بالعلم والعدل لا بالظن والهوى، ولم يحمله بغضه لهم على رد كل ما جاؤوا به؛ فإنَّه كان إذا ورد شيء من الحق من جهتهم يُقِرُّه ويبين أن هذا مما لا يُنازَعون فيه، وإذا رد عليهم باطلهم رده بحججٍ وأدلة دامغة.[6]

## الأعمال على الكتاب
- تجريد الجواب الصحيح لمن بدل دين المسيح، تأليف الشيخ الدكتور أحمد العماري الزهراني عميد كلية القرآن بالجامعة الإسلامية بالمدينة المنورة سابقا، دار طيبة الخضراء.

## وصلات خارجية
- رابط الكتاب